# Senator-Apelt-Straße

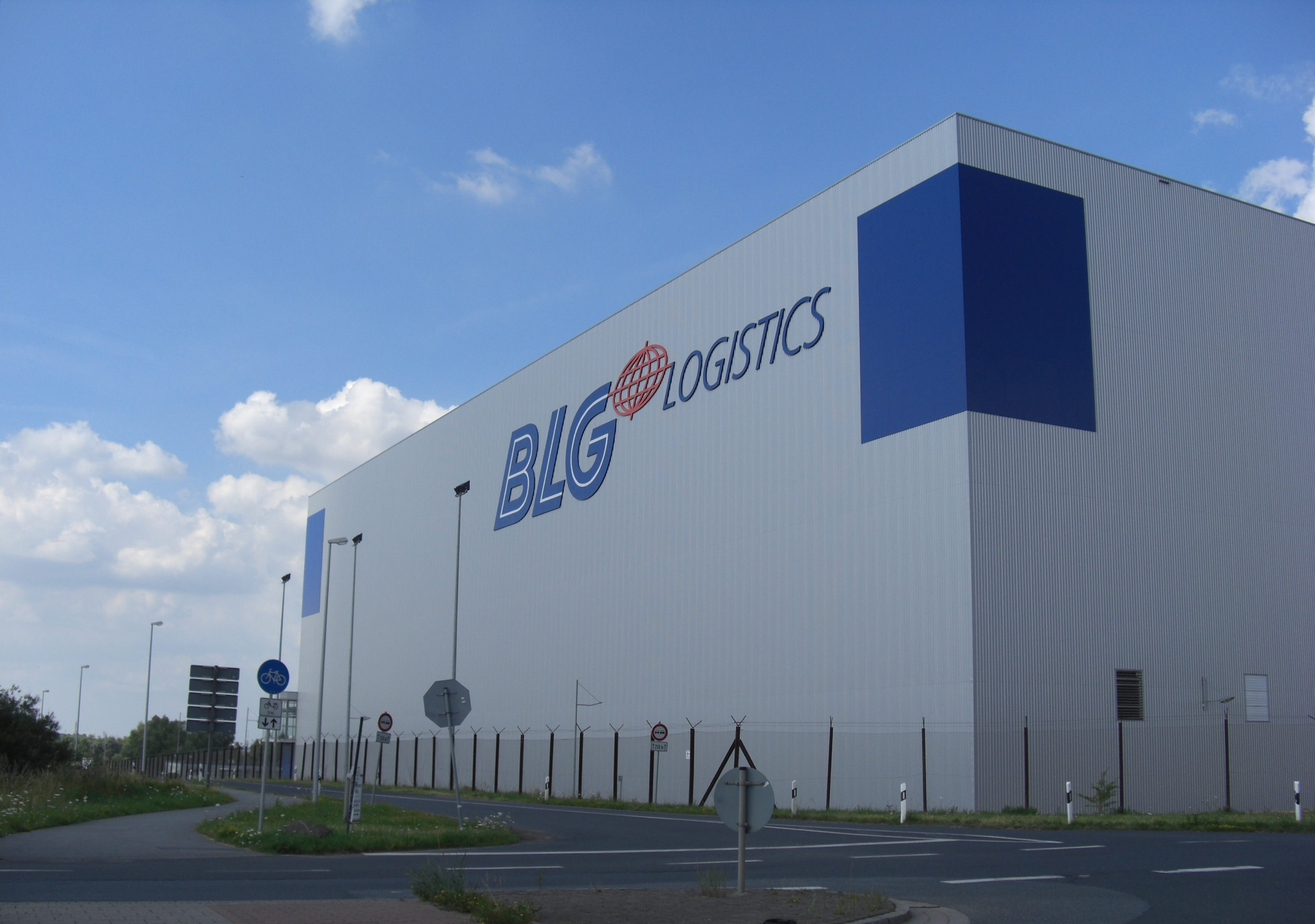
Europas größtes Hochregallager der BLG Group im GVZ Bremen (2008)

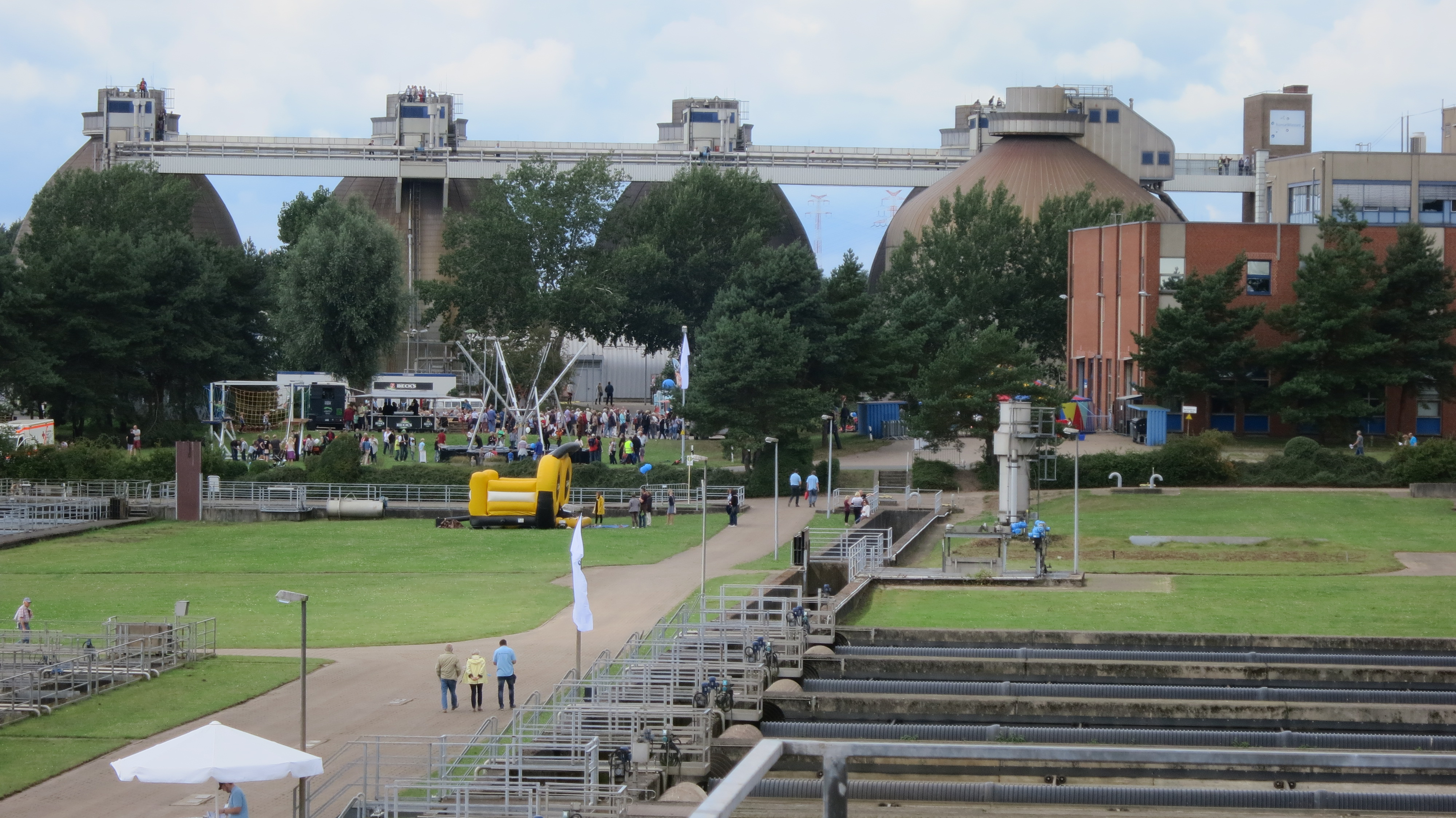
Klärwerk Seehausen

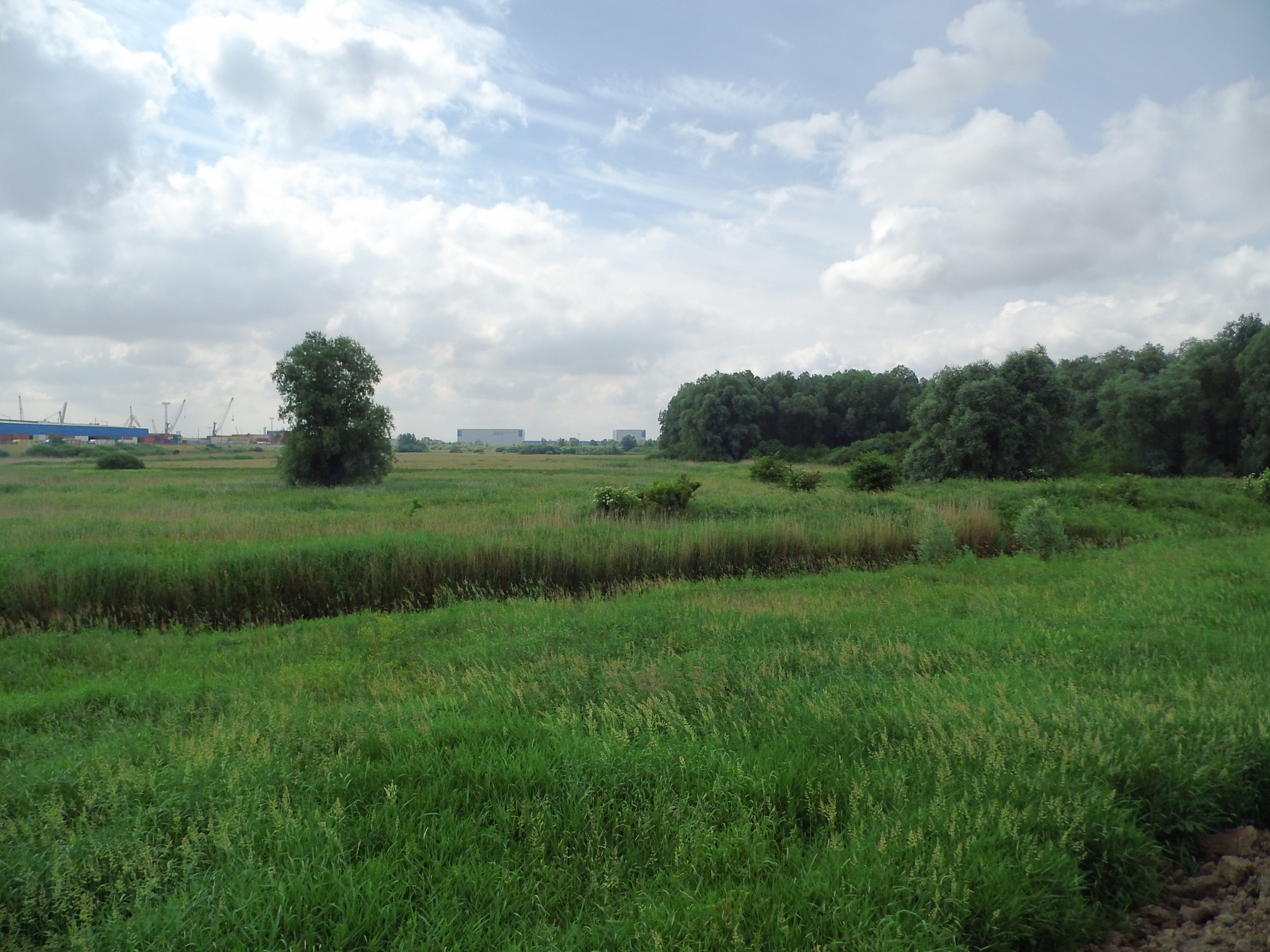
Hochwasserschutzpolder; in der Ferne: Hochregallager der Bremer Lagerhausgesellschaft BLG

Die Senator-Apelt-Straße ist eine zentrale Erschließungsstraße in Bremen, Stadtteil Woltmershausen und Ortsteile Bremen-Strom, Seehausen in unmittelbarer Nähe des Neustädter Hafens. Sie ist auf bremischen Gebiet die zweitlängste Straße und führt in überwiegend Süd-Nord-, dann Ost-West- und danach wieder in Süd-Nord-Richtung von der Carl-Francke-Straße und der Bundesautobahn 281 bis zur Seehauser Landstraße.
Sie gliedert sich in die Teilbereiche
- Carl-Francke-Straße  bis Niedervielander Straße und
- Niedervielander Straße bis Seehauser Landstraße.

Die Querstraßen und Anschlussstraßen wurden benannt u. a. als Carl-Francke-Straße 1954 nach dem Handwerker und Unternehmer (1843–1931), Autobahn A 281, Senator-Paulmann-Straße nach dem Schulsenator Christian Paulmann (SPD, 1897–1970), Schriefersweg (?), Warturmer Heerstraße nach dem früheren kleinen Dorf Ware (Ware = Fischwehr), Hempenweg 1888 nach einer Flurbezeichnung, zwei unbenannte Wege zu den Kleingärten Am Reedeich und Auf den Ruten, Visbeker Straße nach der kleinen Gemeinde, Gerstenneulandsweg nach der Ackerfrucht Gerste, Carl-Stockhinger-Straße nach dem Vorsitzenden der SPD-Fraktion (1894–1951), Niedervielander Straße nach dem Gebiet auf dem Seehausen, Strom, Woltmershausen und der Neustädter Hafen liegen sowie eine Marschlandschaft (ndt. vie= sumpfiges Gebiet), unbenannte Straße zur Autobahnauffahrt, Neustädter Hafentor nach dem Weg in den Hafen, Bürgermeister-Noltenius-Straße nach dem Bürgermeister (CDU) Jules Eberhard Noltenius (1908–1976), Stromer Landstraße nach dem Ortsteil Strom, Ahrensstraße nach dem Kapitän und Kommodore Adolf Ahrens (1879–1957), Senator-Borttscheller-Straße nach dem Hafensenator Georg Borttscheller (FDP, 1896–1973), Georg-Henschel-Straße 2000 nach dem Unternehmer (1759–1835), Rudolf-Diesel-Straße 1996 nach dem Erfinder des Dieselmotors (1858–1913), Mühlenhauser Weg nach dem Mühlhauser Fleet und den früheren Mühlen, Senator-Blase-Straße 1997 nach dem Bausenator Wilhelm Blase (SPD, 1909–1994), Senator-Mester-Straße nach dem Senator Hermann Mester (SPD, 1888–1973), unbenannter Weg, Alter Weideweg, unbenannte Straße, unbenannter Weg und Seehauser Landstraße nach dem Ortsteil; ansonsten siehe beim Link zu den Straßen.

## Geschichte

### Name
Die Senator-Apelt-Straße wurde 1964 benannt nach dem Juristen, Politiker (DVP, BDV/FDP) und Senator im Senat der Freien Hansestadt Bremen Hermann Apelt (1876–1960). Nach 1945, beim Neuaufbau des Bremer Staatswesens, war die Wiederherstellung der Häfen auch sein Verdienst.

### Entwicklung
An der Straße entwickelte sich das Güterverkehrszentrum Bremen, das größte Güterverkehrszentrum in Deutschland. Das Zentrum erstreckt sich auf einem 472 ha großen Gelände. Es stellt ca. 1,2 Millionen Quadratmeter Hallenflächen für derzeit über 150 Unternehmen bereit. Das GVZ ist über Autobahn und Gütereisenbahn erreichbar sowie über den Neustädter Hafen durch die Bundeswasserstraße Unterweser über Bremerhaven mit der Nordsee und die Feederdienste angebunden.

### Verkehr
Die Straße entstand in den 1960er Jahren zusammen mit dem GVZ und veränderte sich beim Bau der Autobahn.
Im Nahverkehr in Bremen durchfahren die Buslinien 62 (Stromer Straße - Reedich-Nord), 63 (Hauptbahnhof ↔ Güterverkehrszentrum (GVZ)), 65/66 (nur einige Male) die Straße.

## Gebäude und Anlagen
Die Straße ist zumeist mit Gewerbegebäude und Hallen bebaut.
Erwähnenswerte Gebäude und Anlagen
- Unterführung der Eisenbahngleise zum Hafen
- Senator-Paulmann-Straße Nr. 1 und 49: Vier 3-gesch. Wohnhäuser von um 1931
- Hakenburger See und ein die Straße begleitendes Fleet
- Nr. 9: 1-gesch. Autohaus
- 1-gesch. Wasserhebe-Anlage
- Nr. 47: 3-gesch. Geschäftshaus
- Nr. : 5-gesch. Gebäude des Tabakquartiers
- Kleingärten Wardamm-Woltmershausen
- Carl-Stockhinger-Straße Nr. 3: 2-gesch. Technik-Zentrum
- Ab Autobahn und Niedervielander Straße: 472 ha großes  Güterverkehrszentrum Bremen (GVZ) mit gewerblichen Hallen und Gebäuden diverser Firmen des typisch verkehrswirtschaftlichen Bereichs (Speditionen), der Logistik-Dienstleister, der logistikintensive Industrie- und Handelsunternehmen (Tchibo u. a.) sowie der Service-Dienstleister. Zu den größeren Unternehmen gehören die BLG Logistics Group und das Postfrachtzentrum von DPD.[1]
- Brücke über die Gleisanlagen zum Rangierbahnhof Grolland
- Ostseite ab Mühlenhauser Weg: 84,7 Hektar große Grünzone und Naturschutzgebiet von 1971 mit Baggersee als Hochwasserschutzpolder zwischen Senator-Apelt-Straße und Neustädter Hafen
- Seehauser Landstraße Nr. 99: Hansewasser Bremen mit der Kläranlage Seehausen von 1965 mit mechanischer Klärung und den Erweiterungen von 1984 als biologischen Kläranlage und von 1996 als Klärung der Stickstoff- und Phosphorverbindungen.